# Chaetopelma karlamani
Chaetopelma karlamani är en spindelart som beskrevs av Vollmer 1997. Chaetopelma karlamani ingår i släktet Chaetopelma och familjen fågelspindlar.
Artens utbredningsområde är Cypern. Inga underarter finns listade i Catalogue of Life.